# Мемуары гейши (фильм)
«Мемуа́ры ге́йши» (англ. Memoirs of a Geisha) — американская эпическая историческая драма 2005 года, второй полнометражный фильм, снятый Робом Маршаллом по мотивам одноимённого романа Артура Голдена 1997 года. В нём рассказывается история молодой японской девушки Чио Сакамото, которую её обедневшая семья продаёт в дом гейш (окия), чтобы поддержать их, пройдя обучение и в конечном итоге став гейшей под псевдонимом «Саюри Нитта». Фильм рассказывает о жертвах и трудностях, с которыми сталкивались гейши до Второй мировой войны, а также о вызовах, которые поставили перед обществом гейш война и модернизирующийся мир. В главной роли Чжан Цзыи, а также Кен Ватанабэ, Гун Ли, Мишель Йео, Юки Кудо, Судзука Ого и Саманта Фатерман.
Продюсерами фильма выступили Стивен Спилберг (через продюсерские компании Amblin Entertainment и DreamWorks Pictures) и Дуглас Уик (через Red Wagon Entertainment). Производство было распределено между южной и северной Калифорнией и несколькими локациями в Киото, включая храм Киёмидзу-дэра и храм Фусими-Инари-тайся. Фильм был выпущен ограниченным тиражом в США 9 декабря 2005 года, а в широкий прокат - 23 декабря 2005 года компаниями Columbia Pictures и DreamWorks Pictures, причем последняя получила только студийную поддержку.
Фильм получил неоднозначные отзывы критиков по всему миру и имел умеренный успех в прокате. Он также был номинирован на множество наград, включая 6 номинаций на премию «Оскар», и в итоге выиграл 3 из них: лучшая операторская работа, лучшая работа художника-постановщика и лучший дизайн костюмов. Актёрская игра, визуальные эффекты, декорации, костюмы и музыкальное сопровождение (написанное давним коллегой Спилберга Джоном Уильямсом) получили высокую оценку, но фильм подвергся критике за то, что некоторые актрисы не из Японии сыграли японских женщин, а также за то, что в нём преобладает стиль над содержанием. В японском прокате фильм назывался Саюри, так звали гейшу главной героини.

## Сюжет
Середина 30-х годов XX века. Бедная японская семья. Мать двоих девочек умирает, и их отец, прижатый к земле обстоятельствами, продаёт девочек очень кстати появившемуся «перекупщику».
Одну девочку (Чио) отдают в услужение в дом гейш, а старшую, Сацу — в квартал увеселений, в бордель. Сёстрам однажды удаётся увидеться, и старшая уговаривает Чио бежать. Но у Чио побег не удаётся, и старшая сестра сбегает из города одна. Они больше никогда не увидятся.
Чио попадает в немилость одной из гейш, и та умело строит Чио козни. Благодаря им, а также из-за неудавшегося побега, Чио из ранга будущих гейш попадает в служанки тамошней начальницы — «матушки». Чио должна этим отработать все убытки, которые принесла дому и матушке в частности.
Однажды на улице незнакомый приветливый молодой мужчина, которого сопровождающие его гейши называли Председателем, угостил 12-летнюю Чио мороженым. Этот случай настолько впечатлил Чио, что она все деньги, которые он ей подарил, отнесла в храм и загадала когда-нибудь стать гейшей и снова встретить его.
Через несколько лет в доме появляется знаменитая гейша Мамеха и забирает Чио к себе на обучение. Им вместе предстоит сделать большое дело: надо, чтобы Чио научилась за несколько месяцев всему, чему учатся обычно годами. Чио получает новое имя — Саю́ри. Саюри достигает успехов в этом искусстве, но их конечная цель — более сложная, и ставки в этой игре крупнее: Саюри должна стать наследницей Матушки. А это возможно, если Саюри станет самой известной гейшей в городе, и только тогда Матушке будет это выгодно.
Но не только Саюри хочет стать наследницей Матушки. Поэтому про Саюри распускаются грязные слухи, что должно помешать её репутации. Но это не помогает недругам. Аукцион по продаже девственности Саюри собирает рекордную сумму, 15000 йен, что с лихвой покрывает все её долги перед Матушкой. Матушка же объявляет, что удочеряет Саюри, таким образом сделав её наследницей, и даёт ей свою фамилию-  Нитта. При этом она изменила своё раннее решение удочерить Тыковку — девушку, которая росла в домике гейш (окия (яп. 置屋)) вместе с Саюри и ставшую «младшей сестрой» более опытной гейши этого окия — Хацумомо.
Ещё во время своих первых «выходов в свет» Саюри встречает того самого молодого мужчину, но не подаёт виду, что помнит его. Она довольно часто попадает в его общество, но ничем не выдаёт своих переживаний. Перед Саюри открываются блестящие перспективы. Но тут вмешивается война, и Саюри увозят в горы, подальше от разрухи и хаоса. Ей приходится забыть о своём ремесле и стать простой труженицей — выращивать рис, стирать одежду и так далее…
Так проходит несколько лет. Саюри уже смирилась с тем, что, возможно, она уже не будет больше гейшей. Американцы, которые заполонили страну, не разбирались в японской культуре, и любая проститутка могла набелить лицо и назваться гейшей.
Однажды к Саюри приезжает Нобу, знакомый японский бизнесмен, и просит помочь в одном деле: нужно было обаяние Саюри, чтобы повлиять на американца, от которого зависит получение бизнесменом выгодного контракта. На встрече также должен присутствовать Председатель, поэтому Саюри соглашается. Она разыскивает Тыковку, которая во время и после войны занималась развлечением американских солдат, и они едут вместе.
Американец очень заинтересован Саюри и предлагает ей интимную близость. Это замечает Нобу. В объяснениях с Саюри он ревнует её и говорит, что если он ещё раз заметит её с американцем, она навсегда для него исчезнет. Затем он предлагает стать её данна (яп. 旦那 покровитель). Саюри не хочет видеть Нобу в этой роли — ведь тогда, по кодексу гейш, она не сможет любить Председателя, так как он — деловой партнер Нобу. Поэтому она соглашается на интимную близость с американцем, при этом просит Тыковку в самый острый момент привести Нобу. Но Тыковка приводит Председателя, который, застав Саюри с американцем, уходит. Саюри безуспешно пытается догнать Председателя. На вопрос, зачем она это сделала, Тыковка ответила, что она знала о чувствах Саюри к Председателю и таким образом отомстила ей за прошлые обиды.
После этого инцидента Саюри считает, что Председатель для неё потерян навсегда. Она приезжает на свою родину, в Ёройдо, где выбрасывает платок Председателя, когда-то подаренный ей им, в море.
Она продолжает работать гейшей. Однажды, придя на встречу, которую, по словам Матушки, организовал Нобу, она встречает там Председателя. Он рассказывает ей, что Нобу, узнав о происшествии с американцем, сдержал своё слово и больше не хочет видеть Саюри. После этого Саюри говорит, что ей нет прощения. Но Председатель считает, что прощение должен просить он и рассказывает Саюри, что это с его руки Мамеха взяла Саюри под свою опеку. Он признаётся, что ради Нобу, которому нравилась Саюри, он молчал о своих чувствах. Со своей стороны, Саюри признаётся Председателю, что она стала гейшей, чтобы быть рядом с ним.

## В ролях
| Актёр               | Роль                       |
| ------------------- | -------------------------- |
| Чжан Цзыи           | Чио Сакамото / Саюри Нитта |
| Кэн Ватанабэ        | Председатель / Кэн Ивамура |
| Мишель Йео          | Мамеха                     |
| Гун Ли              | Хацумомо                   |
| Юки Кудо            | Тыковка                    |
| Кодзи Якусё         | Нобу                       |
| Кэри-Хироюки Тагава | Барон                      |
| Судзука Ого         | Юная Чио Сакамото          |

## Отзывы
Фильм получил в большей степени отрицательные отзывы мировых кинокритиков. В Китае и Японии картина подверглась жёсткой критике за фактические ошибки и набор актёрского состава. На сайте Rotten Tomatoes рейтинг фильма составляет 35 %, на сайте Metacritic — 54/100.

### Западные рецензии
Британские рецензии «Мемуаров гейши» варьировались в оценках. New Statesman критиковал сценарий за то, что «после ухода Хацумомо фильм теряет импульс и превращается в череду сменяющихся картинок», а также за то, что фильм «не следует книге, а превращается в мыльную оперу». The Journal похвалил Цзыи за «созданный образ невинности и беззащитности», но отмечает, что «слишком много эмоций герои прячут за белилами и маской». Лондонский The Evening Standard сравнивает «Мемуары гейши» с «Золушкой» и говорит, что «Гун Ли может быть неудачницей в сюжете, но именно она спасает фильм». Спустя 18 дней The Evening Standard помещает фильм в список лучших.

### Критика актёрского состава
Критики отмечают, что на главные роли, в частности, роли гейш, были наняты китаянки. Создатели фильма говорят, что набирали актёров по таланту и известности, Роб Маршалл указывал на то, что Энтони Куинн смешанного ирландско-мексиканского происхождения играл грека в фильме Грек Зорба.
В Азии мнения также разделились. Китайцы были оскорблены тем, что китаянки играли «проституток», а китайское правительство запретило прокат фильма из-за подобных ассоциаций. Ошибка происходит, в том числе, из-за японского слова «гэйги» (яп. 芸妓), означающее в Кансае гейш. Второй иероглиф может означать как гейшу, так и юдзё, проститутку, в японском языке, но в китайском он имеет только второе значение. Переводчики же сохранили японское название, а не перевели его на китайский (в свою очередь слово 艺伎 или 藝伎 означает по-китайски гейшу). Японцы либо отрицательно комментировали набор китаянок на роли японских национальных достояний, либо защищали точку зрения, высказанную Кэном Ватанабэ: «Талант важнее национальности».
Чжан Цзыи
Вне зависимости от того, были ли актёры японцами, китайцами или корейцами, они не имели представления о работе гейш.

«Мемуары гейши» не задумывались как документальное кино. Китайская газета написала, что всего шесть недель на подготовку — это неуважение к культуре. Это всё равно, что утверждать, будто бы для исполнения роли вора нужно обязательно обокрасть несколько человек. Мне кажется, историческая напряжённость между Японией и Китаем — одна из истинных причин негативных отзывов.

## Награды и номинации
| Премия                         | Категория                            | Категория                                             | Имя                                                         | Результат |
| ------------------------------ | ------------------------------------ | ----------------------------------------------------- | ----------------------------------------------------------- | --------- |
| Оскар                          | Лучшая операторская работа           | Лучшая операторская работа                            | Дион Биби                                                   | Победа    |
| Оскар                          | Лучшая работа художника-постановщика | Лучшая работа художника-постановщика                  | Джон Мир, Грэтчен Рау                                       | Победа    |
| Оскар                          | Лучший дизайн костюмов               | Лучший дизайн костюмов                                | Коллин Этвуд                                                | Победа    |
| Оскар                          | Лучшая музыка к фильму               | Лучшая музыка к фильму                                | Джон Уильямс                                                | Номинация |
| Оскар                          | Лучший звук                          | Лучший звук                                           | Кевин О’Коннелл, Грег П. Расселл, Рик Клайн, Джон Притчетт  | Номинация |
| Оскар                          | Лучший звуковой монтаж               | Лучший звуковой монтаж                                | Уайли Стейтман                                              | Номинация |
| BAFTA                          | Лучшая женская роль                  | Лучшая женская роль                                   | Чжан Цзыи                                                   | Номинация |
| BAFTA                          | Лучшая операторская работа           | Лучшая операторская работа                            | Дион Биби                                                   | Победа    |
| BAFTA                          | Лучшая работа художника-постановщика | Лучшая работа художника-постановщика                  | Джон Мир                                                    | Номинация |
| BAFTA                          | Лучший дизайн костюмов               | Лучший дизайн костюмов                                | Коллин Этвуд                                                | Победа    |
| BAFTA                          | Лучший грим                          | Лучший грим                                           | Норико Ватанабэ, Кейт Биско, Линделл Кийоу, Кельвин Р. Трэн | Номинация |
| BAFTA                          | Лучшая музыка к фильму               | Лучшая музыка к фильму                                | Джон Уильямс                                                | Победа    |
| Золотой глобус                 | Лучшая женская роль в драме          | Лучшая женская роль в драме                           | Чжан Цзыи                                                   | Номинация |
| Золотой глобус                 | Лучшая музыка к фильму               | Лучшая музыка к фильму                                | Джон Уильямс                                                | Победа    |
| Премия Гильдии киноактёров США | Лучшая женская роль                  | Лучшая женская роль                                   | Чжан Цзыи                                                   | Номинация |
| Грэмми                         | 2007                                 | Лучший альбом, являющийся саундтреком для кино или ТВ | Джон Уильямс                                                | Победа    |
| Грэмми                         | 2009                                 | Лучшая инструментальная композиция                    | Джон Уильямс («Sayuri's Theme and End Credits»)             | Номинация |